# 모호크족의 북소리
모호크족의 북소리(Drums Along The Mohawk)는 미국에서 제작된 존 포드 감독의 1939년 드라마, 멜로/로맨스, 전쟁 영화이다. 클로데트 콜베르 등이 주연으로 출연하였고 레이몬드 그리피스 등이 제작에 참여하였다.

## 출연

### 주연
- 클로데트 콜베르
- 헨리 폰다
- 에드나 메이 올리버

### 조연
- 존 캐러딘
- 도리스 바우든
- 제시 랠프
- 아서 쉴즈

## 제작진
- 원작자: 월터 D. 에드몬즈
- 미술: 마크-리 커크
- 미술: 리처드 데이
- 의상: 그웬 웨이크링